# Made from your heart
『made from your heart』（メイド・フロム ユア・ハート）は、DAMIJAWの2枚目のオリジナルアルバム。2012年6月27日に avex traxから発売された。

## 概要
初回生産限定盤と通常盤の2種類が同時発売。前者にはDVD、通常盤にはLIVE & バックステージ抽選招待シリアル、2形態共通特典でツアーチケット抽選選考予約シリアルが導入されている。
作詞、作曲は全てka-yuが担当し、編曲は彼と原田喧太が行っている。レコーディングにはギターに原田、KAZUMA、ドラムにshuji（from.Janne Da Arc）が参加。

## 収録曲
太字は3ヶ月連続配信限定シングル曲。
1. Intro of 〝D〟
2. Angel, you're not a devil
3. Mess
4. 純愛
5. ダーミー城の吸血悪魔が愛したマリア(泣)
6. A Snow Lie
7. W･B･C -ワイルド!ブラザー!キャプテン!-
8. 永遠の星座
9. WOW! WOW! WOW! （WOW! WOW! album ver.）
10. INAZUMA SUMMER × KAMINARI SUMMER
11. 愛しのキャサリン
12. Lost in conflict
13. BE WITH YOU 〜made from your heart mix〜
14. end of the sky…

### DVD収録内容
1. BE WITH YOU【Special Movie】
2. ダーミー城の吸血悪魔が愛したマリア(泣)【MUSIC CLIP】
3. OFF SHOT～2nd ALBUM MAKING MOVIE～

| スタブアイコン | サブスタブ | この項目は、まだ閲覧者の調べものの参照としては役立たない、アルバムに関連した書きかけの項目です。この項目を加筆・訂正などしてくださる協力者を求めています（P:音楽/PJ:アルバム）。 |